# Barjas
Barjas (en gallec, Barxas) és un municipi de la província de Lleó a la comunitat autònoma de Castella i Lleó. Forma part de la comarca d'El Bierzo i és un dels municipis en els quals es parla gallec.

## Demografia
| 1991 | 1996 | 2001 | 2004 |
| ---- | ---- | ---- | ---- |
| 714  | 458  | 368  | 365  |

### Pobles i barris
- Albaredos
- Barjas
- Barrosas
- Busmayor
- Campo de Liebre
- Corporales
- Corrales
- Cruces
- Güimil
- Hermide
- Moldes
- Mosteiros
- Peñacaira
- Quintela
- Serviz
- Veigas do Seo